# Urbán Tibor (képzőművész)
Urbán Tibor (Léh, 1960. február 9.−) Kondor Béla-díjas grafikus és festőművész.

## Élete
1960. február 9-én született Léhen. Iskoláit szülőfalujában, Kázsmárkon, Szikszón és Budapesten végezte, ahol reklámgrafikusi képzettséget szerzett. Tanárai Szamos Iván, Tolvaj Ernő és Tóth László voltak. Festmények, grafikák, képversek, művészkönyvek, tárgyak és installációk alkotója. 1996-tól a Miskolci Galéria Városi Művészeti Múzeum múzeumi grafikusa, majd a 2013-tól a Herman Ottó Múzeum–Miskolci Galéria kiállítástervezője, kurátora. 2011-től tagja a Széchenyi Irodalmi és Művészeti Akadémia Miskolci Területi Csoportjának. 2011-től kurátora és alapítója a Teátrum Pincehely Galériának, „az ember galériája” TPG csoportnak. Kondor Béla-díjas.

## Tevékenysége
1990-től 1994-ig képzőművészeti vezetője volt az Új Bekezdés Művészeti Egyesületnek, szerkesztője az Időjelek Almanachnak és a Négyzet Almanachnak. 1994-től 1997-ig kuratóriumi tagja volt a Vox Provincié Alapítványnak, 1995-ig volt a tagja Fiatal Képzőművészek Stúdiójának, 1997-ig a Dialog csoportnak (Magyarországi Német Művészek). 1996-tól 1998-ig Vass Tiborral együtt társvezetője volt a Miskolci Galéria Képes Műhelyének. 1995-től 1997-ig tagja a „Vidéki szelep” (Drozsnyik Istvánnal és Fátyol Zoltánnal) képzőművészeti csoportnak. 2005-ig látványtervezője volt a Parnasszus költészeti folyóiratnak és könyveinek. 2004 és 2005 között látványtervezője volt az Abakusz Könyvkiadónak, majd a Pufi Pressz Könyvkiadónak. 1999-től 2005-ig az Új Holnap művészeti, irodalmi, társadalmi folyóirat grafikai rovatszerkesztője. 2004-től 2009-ig nemzetközi kurátora volt a Galéria na Hlavnej v Prešove kiállításainak (Szlovákia), ahol nemzetközi csoportos és egyéni kiállításokon, a galériatulajdonos Prof. Ivan Šafranko festőművésszel, magyar művészek munkáit is bemutatja évente két alkalommal. 2007-től 2011-ig „Szín-kép-idő” (Színháztörténeti és Színészmúzeum, Miskolc) címmel nemzetközi képzőművészeti kiállítássorozatot rendezett Mikita Gábor muzeológussal, ahol a színházművészet és a kortárs képzőművészet kapcsolatát vizsgálta. 2011-től tagja a Széchenyi Irodalmi és Művészeti Akadémia Miskolci Területi Csoportjának. 2011-től kurátora és alapítója a Teátrum Pincehely Galériának (Miskolci Galéria), ahol csoportos kiállításokat szervez kortárs művészeknek. 2011-től alapító szerkesztője a Szemes Csavar című periodikának. 2012-ben az „Ezüst Négyszög” Nemzetközi Festészeti Triennále nemzetközi díj zsűri bizottságának a tagja (Przemyśl, Lengyelország). 2012-ben a Secco Falka I. művésztelep kurátora (Miskolci Galéria, TPG). 2013-ban a VIRÁGOS ABLAK ART című „street art” alkotótelep és kiállítás ötletgazdája és kurátora (Avas szálloda, Miskolc).

## Társasági tagság
- Széchenyi Irodalmi és Művészeti Akadémia Miskolci Területi Csoportja;
- Magyar Alkotóművészek Országos Egyesülete Festőművész Szakosztály;
- Magyar Festők Társasága;
- Magyar Képző- és Iparművészek Országos Szövetsége Festőművész Szakosztálya;
- MIKOR csoport (Miskolci Kortárs Képzőművészeti Egyesület);
- Múzsák Kertje Alapítvány Baráti Köre;
- Künstlergilde E. V. (Német Képzőművészek Szövetsége);
- VUdAK csoport (Magyarországi Német Képzőművészek Szövetsége);
- Magyar Szentföld Alapítvány kuratóriuma;
- MEOE és a Hungária Puli Klub.

## Díjak, elismerések, ösztöndíjak (válogatás)
- 1994 Kárpátok Eurorégió Nemzetközi Grafikai-jel pályázat fődíja, Krosno, Lengyelország;
- 1994 „Ezüst Négyszög” Nemzetközi Festészeti Biennále első díja, Przemyśl, Lengyelország;
- 1994 Magyar Képző- és Iparművészeti Lektorátus nívódíja;
- 1999 Miskolci Téli Tárlat, Miskolc Megyei Jogú Város fődíja;
- 2000 Jubileumi Országos Képvers Kiállítás III. díja;
- 2000 „In memoriam Vörösmarty Mihály” Országos Képzőművészeti pályázat II. díja;
- 2001 26. Salgótarjáni Tavaszi Tárlat, Borsod-Abaúj-Zemplén Megye önkormányzata díja;
- 2003 „Ezüst Négyszög” Nemzetközi Festészeti Triennále Grand Prix díja, Lengyel Köztársaság Kulturális Miniszterének nagydíja, Przemysl, Lengyelország;
- 2003 „Ezüst Négyszög” Nemzetközi Festészeti Triennále, Krosno város különdíja, Lengyelország;
- 2003 Miskolci Téli Tárlat, Borsod-Abaúj-Zemplén megyei közgyűlés nagydíja;
- 2004 VIII. Zempléni Nyári Tárlat, Borsod-Abaúj-Zemplén megye önkormányzata fődíja;
- 2004 Magyar Alkotóművészek Országos Egyesülete Művészeti Alkotói ösztöndíja;
- 2005 Munkács város polgármesterének oklevele a „Hármashatár”- Nemzetközi Akciófestészeti Találkozón nyújtott tevékenységért, Ukrajna;
- 2005 XVIII. Miskolci Téli Tárlat, Miskolc Megyei Jogú Város Kulturális és Sportbizottsága díja;
- 2006 „III. Nemzetközi Szalon” diplomája, Galéria na Hlavnej v Prešove, Eperjes, Szlovákia;
- 2006 A Nemzeti Kulturális Örökség Minisztérium díja, 20. Országos Akvarell Biennálé, Eger;
- 2010 „Padok és városok sétánya” – Pécs, pad-szobor kiállítás, Miskolc díja;
- 2010 Kondor Béla képzőművészeti díj;
- 2012 4. Nemzetközi Spanyolnátha Küldeményművészeti Biennále fődíja;
- 2013 Xerox(ok) In Memoriam Bohár András emlékérem, TPG Galéria, Miskolc;
- 2013 Miskolc Megyei Jogú Város Művészeti és Tudományos Alkotói ösztöndíja

## Önálló kiállítások (válogatás)
- 1992 AutoGaleria, Achern, Németország;
- 1993 Tenno, Casa Degli Artisti, Olaszország (Fedor Jánossal);
- 1994 BWA, Modern Művészetek Városi Galériája, Przemyśl, Lengyelország;
- 1995 Duna Galéria, Budapest Magyar Írószövetség kiállítóterme, Budapest;
- 1996 „Felező”, Mini Galéria, Miskolc (Vass Tiborral);
- 1997 Művészetek Háza, Szekszárd (Drozsnyik Istvánnal és Fátyol Zoltánnal);
- 1998 „Rajztáblák”, Miskolci Galéria;
- 1999 „Bátor Tibkó”, Löffler Béla Múzeum, Kassa, Szlovákia Gallery Cosmopolitan, Göteborg, Svédország (Drozsnyik Istvánnal); *2000 „Mondjuk, T. barátja Móré bácsi is, csak ember.” Nógrádi Történeti Múzeum, Salgótarján „MINTEGY vonal, kép, ábra” Városi Galéria, Nyíregyháza;
- 2001 „innen ezentul BÁBUZÁS meg egyebek”, Román Képzőművészek Galériája, Kolozsvár, Erdély, Románia;
- 2003 „Drankák”, Vigadó Galéria, Budapest;
- 2004 „Fekete emberek”, Régi Művésztelepi Galéria, Szentendre;
- 2005 „Tér-képek II.” (prof. Ivan Šafrankóval) Galéria na Hlavnej v Prešove, Eperjes, Szlovákia;
- 2006 „Egy magánszínház kellékei”, Vyhodoslovenská Galéria Kosice, Kassa, Szlovákia Zamek Kzimierzowski w Przemyslu (Grand Prix kiállítás), Lengyelország;
- 2007 Galéria na Hlavnej v Prešove, Eperjes, Szlovákia „Egy magánszínház kellékei II.” Galeria Arcade, Bistrita, Románia;
- 2008 Galeria Sztuki „Dwór Karwacjanów” w Gorlicach (Drozsnyik Istvánnal) Az utolsó népi festő, Miskolci Galéria;
- 2010 Teleki Magyar Ház, Thorma János-terem, (Drozsnyik Istvánnal), Nagybánya, Románia;
- 2012 Miskolc Akadémiai székfoglaló önálló kiállítás, Miskolci Akadémiai Bizottság-SZIMA, Miskolc;
- 2013 XEROX(OK) In Memoriam Bohár András című kiállítás Fenomenológia átjáró c. installációja, TPG Galéria, Miskolc;

## Csoportos kiállítások (válogatás)
- 1985. VIT pályázat Budai Vár, Budapest;
- 1991. Magyar Groteszk I. Kaposvár XVI. Országos Grafikai Biennále, Miskolci Galéria, Miskolc Stúdió kiállítás, Galéria 11. Budapest;
- 1992. XVI. Országos Grafikai Biennále, Eger, Nyíregyháza, Bukarest, Strassbourg VI. Rajzbiennále, Salgótarján Stúdió '92, Ernst Múzeum, Budapest;
- 1993. „Das Quadrat”, Regensburg, Németország Esposition d’ART Pooulaire Hongoris, Bonneville, Franciaország Győri Krix és Krax Galéria és a Stúdió kiállítássorozata, Imatra, Nurmesz, Kuopio, Finnország Kárpátok Eurorégió Nemzetközi Grafikai – Jel Pályázat, Sanok, Lengyelország;
- 1994. „Fél” Stúdió ’'93 Budapest Galéria, Budapest I.„Ezüst Négyszög” Nemzetközi Festészeti Biennále Przemysl, Lengyelország; „Európa Elrablása” Vigadó Galéria, Budapest „Művészek üdvözlete” Nemzetközi Mail Art kiállítás Tenno, Olaszország;
- 1995. „Balzsam” Stúdió '94 Ernst Múzeum, Budapest 35 éves az FMK, Budapest „Vallomások a vonalról”, Vigadó Galéria, Budapest Stúdió ’95, Vigadó Galéria, Budapest Hommage a' Bartók, Szentendrei Képtár, Szentendre;
- 1996. Vizuális költészet 1985–1995. Művelődési Központ, Vác Miniatűr Művészetek 4. Nemzetközi Biennáleja, Gornji Milanovác, Jugoszlávia „Népvándorlás és Földöntúli kapcsolatok” Vajda Stúdió, Szentendre „Grenzenlos” Gerlingen, Stuttgart, Düsseldorf, Gildenberg, München, Németország ÉS kiállítás, Collégium Hungaricum, Bécs, Ausztria 38. Belgrádi Aranytoll, Belgrád, Jugoszlávia;
- 1997. „Ami, Ami” FMK, Budapest Hommage a' Bartók, Unesco Palota, Párizs, Franciaország The State Gallery „Mirror of Netland” Banská Bystrica, Szlovákia Christo: A Reichstag becsomagolása, Steingaden, Németország Magyar Elektrografika, Bernáth-ház Marcel Duchamp Projekt, Art Pool Galéria, Budapest XXIX. Szegedi Nyári Tárlat, Szeged „Gutenberg” Collage and Typografi, Gallery Echternach, Luxemburg III. Paha Grafhic ’97 Mladá Fronta Galéria, Masaryk Akadémia, Prága, Csehország Universal Del Libro Reyes Católicos, Madrid, Spanyolország ÉS kiállítás, Vízvárosi Galéria, Budapest;
- 1998. The Portland Contemporary Art Museum, Portland, USA Ar(t) Monier, Pisa, Olaszország A+R+T= freedom of thought, Accademia D’Arte Di Pisa, Olaszország „Stamp Art”, Banska Bistrica, Szlovákia Kollázs '98. Vigadó Galéria, Budapest XVI. Országos Akvarell Biennále, Eger „The Art=start” Museum Middelburg, Hollandia; 1848–1998. 150 éves Jubileumi Kortárs Képző- és iparművészeti Kiállítás, Veszprém;
- 1999. Alföldi Tárlat, Békéscsaba; Kortárs Költészet – Kortárs Grafika, Kecskemét; 1999+1=2000, Mirror of Netland III. Bánska Bistrica, Szlovákia; Az ÉS kiállítás, Berlin, Németország; Országos Papírművészeti Kiállítás, Vaszry Képtár, Kaposvár; „Perszonáliák” Kortárs Magyar Galéria, Dunaszerdahely, Szlovákia; 3. „Ezüst Négyszög” Nemzetközi Festészeti Biennále, Lengyelország, Szlovákia, Magyarország, Románia, Ukrajna; III. Szekszárdi Festészeti Triennále, Szekszárd;
- 2000. „Bambo”, Galery Terra, Kioto, Japán; Mail art 1999+1=2000. Banska Bistrica, Szlovákia; IV. Magyar Karikatúra Fesztivál, Budapest; „Livres-Libres” Le Livre d’artiste’ comtemporarian hongrios, Musée lanchelevici, La Luviere, Belgium; XVII. Egri Akvarell Biennále, Eger; Jubileumi Országos Képvers Kiállítás, Székesfehérvár; „Matricák-2000”, Vigadó Galéria, Budapest; X. Országos Rajzbiennále, Salgótarján; „Gáz” Vajda Lajos Stúdió, Szentendre; „Kör-képek” Vigadó Galéria, Budapest;
- 2001. XXVI. Salgótarjáni Tavaszi Tárlat, Salgótarján; XVI. Miskolci Téli Tárlat, Miskolci Galéria;
- 2002. „The Shadow” Florean Museum, Maramures, Románia; Gyűjtők és Gyűjtemények, Szombathelyi Képtár; II. Szekszárdi Festészeti Triennále, Művészetek Háza, Szekszárd; XI. Országos Rajzbiennále, Salgótarján;
- 2003. XXVII. Salgótarjáni Tavaszi Tárlat, Salgótarján; „Csárdáskirály I.” Miskolci Galéria; „Ezüst Négyszög” Nemzetközi Festészeti Triennále , Lengyelország, Szlovákia, Magyarország, Románia, Ukrajna; ÉS Tárlat V. Collegium Hungarykum, Bécs, Ausztria; Téli Tárlat, Miskolci Galéria;
- 2004. „Kelet-Szlovákiai Szalon” Galéria na Hlavnej v Prešove, Szlovákia; Egri Akvarell Biennále, Eger; „Magyar Kollázs” Városi Művészeti Múzeum, Győr; „I. Nemzetközi Szalon”, Galéria na Hlavnej v Prešove, Szlovákia;
- 2005. „Hármashatár I-III.”, Szlovákia, Ukrajna, Lengyelország; Comude Di Quiliano Savona, Olaszország; „Magyar Groteszk” Kaposvár; „Csárdáskirály II.” Miskolci Galéria ; MAOE Művészeti Ösztöndíjasok, Olof Palme Ház, Budapest, „II. Nemzetközi Szalon” Galéria na Hlavnej v Prešove, Szlovákia; Nemzetközi Művészkönyv Kiállítás, Villa Maria – Quiliano, Savona Olaszország;
- 2006. „Hármashatár V.” Miskolci Galéria; 20. Országos Akvarell Biennále, Eger; „III. Nemzetközi Szalon”, Galéria na Hlavnej v Prešove, Szlovákia; XIII. Országos Rajzbiennále, Salgótarján; „Ezüst Négyszög” Nemzetközi Festészeti Triennále, Przemysl, Lengyelország;
- 2007. NKA Gyűjtemény, Szent István Múzeum, Székesfehérvár; „IV. Nemzetközi Szalon”, Galéria na Hlavnej v Prešove, Szlovákia; „Jóllét a szeméttartályban” Galerie Colognialwaren, Berlin, Németország; XIX. Téli Tárlat, Miskolci Galéria; Nemzetközi Művészkönyv Kiállítás, SACS – Comune di Quiliano, Olaszország;
- 2008. A Magyar Elektrografika Története 1985-2005. I. Ferencvárosi Pincegaléria; Digital art, Mail-art, Villa Maria, Quiliano, Savona, Olaszország; 400cm2, minirajz kiállítás, Salgótarján;
- 2009. Salgótarjáni Tavaszi Tárlat, Salgótarján; I. Országos Akvarell Triennále, Eger;
- 2010. „Ezüst Négyszög” Szlovákia, Ukrajna; Bank Art Studio NYK Mini + Café, Yokohama, Japán; Nemzetközi Mail-art és Electronic-art Kiállítás, SACS-Comune di Quiliano, Olaszország;
- 2011. Ars Sacra, Veszprémi Vár; „Magánbeszéd” TPG, Miskolc;
- 2012. XXI. Miskolci Téli Tárlat, Miskolci Galéria; Im[m]agine, Quiliano, Olaszország; „The Future” Atelier Kirigiris, Fujisawa, Japán; „Ezüst Négyszög” Nemzetközi Festészeti Triennále zsűritagjainak kiállítása, BWA Galéria, Przemysl; SECCO FALKA I., a TPG Miskolc; Nagy Kunszt, Miskolci Galéria; „egy szima, egy fordított” – A Széchenyi Irodalmi és Művészeti Akadémia kiállítása, TPG , Miskolc;
- 2013. Feledy Gyula és miskolci kortársai, Feledy-ház, Miskolc; Salgótarjáni Tavaszi Tárlat, Salgótarján; XEROX(OK) In Memoriam Bohár András Archiválva 2013. december 19-i dátummal a Wayback Machine-ben, TPG, Miskolc;
- Egyik utóbbi csoportos kiállítása Szentendrén volt 2014 júliusában, a Szentendrei Régi Művésztelepen, a MANK Galériában, a kiállítás címe: MEGA-PIXEL 2014 – 3. Digitális Alkotások Országos Tárlata[2][3]

## Munkái közgyűjteményekben
- Móra Ferenc Múzeum, Szeged;
- Miskolci Galéria, Miskolc;
- Dobó István Múzeum, Eger; Herman Ottó Múzeum, Miskolc;
- Bohár András Magyar Elektrográfiai Múzeum, Szigetvár;
- Magyar Írószövetség, Budapest;
- Élet és Irodalom Kortárs Képzőművészeti Gyűjtemény;
- Stúdió Art, Budapest;
- Fiatal Művészek Klubja, Budapest;
- Nemzetközi Kisképek Gyűjteménye, Galéria 13, Soroksár, Budapest;
- Kortárs Groteszk Gyűjtemény, Kaposvár;
- Magyar Műhely Vizuális Költészeti Gyűjtemény, Budapest;
- Nemzetközi Modern Képzőművészeti Múzeum, Hajdúszoboszló;
- Autogaléria, Achern, Németország;
- Tenno Casa Degli Artisti, Olaszország;
- The State Gallery (Állami Galéria) Banská Bistrica, Szlovákia.

## Önálló kötetek, albumok
- 1994 Kettőspont (Vass Tiborral);
- 1997 Rend a lelkem mindennek (Vass Tiborral közösen);
- 1997 Beszélő viszony (Vass Tiborral);
- 1998 Urbán Tibor, Miskolci Galéria könyvei;
- 1998 Közben, Czóbel Galéria, Hatvan;
- 2001 MINTEGY vonal, kép, ábra, Városi Galéria, Nyíregyháza;
- 2001 innen ezentul BÁBUZÁS meg egyebek, Román Képzőművészek Galériája, Kolozsvár, Románia;
- 2003 Drankák (Bábuzás II.) Vigadó Galéria, Budapest;
- 2012 Díszkosz tizenkettő (SP szerkesztőivel) Spanyolnátha Könyvek;
- 2013 Péntek13 (SPN szerkesztőivel) Spanyolnátha Könyvek.